# Lewistown, Montana
Lewistown är en stad i Montana, USA. Staden är administrativ huvudort (county seat) i Fergus County. Den har enligt United States Census Bureau en area på 13,8 km². 